# Медиастан
Медиастан — документальный фильм, снятый группой журналистов и активистов WikiLeaks во главе со шведом Йоханнесом Уолстромом в ответ на голливудский триллер «Пятая власть», о котором неодобрительно отозвался Джулиан Ассанж. Фильм содержит документальную съёмку на территории  Казахстана, Таджикистана, Киргизии и Афганистана с просьбами к местным журналистам опубликовать американские дипломатические депеши и их отказы по различным причинам. А также интервью с редакторами The Guardian и The New York Times — о причинах, по которым часть предоставленных им материалов не была опубликована. Премьера фильма состоялась на лондонском фестивале независимого кино Raindance Film Festival. Мировая телепремьера фильма состоялась на телеканале RTД.